# Quadrisporites
Quadrisporites é um gênero de algas extintas. A espécie Q. horridus foi localizada no afloramento Morro do Papaléo na cidade de Mariana Pimentel. O afloramento  esta na Formação Rio Bonito e data do Sakmariano, no Permiano.